# Antonio Altarriba
Antonio Altarriba (* 1952 in Saragossa) ist ein spanischer Schriftsteller, Comicautor und ehemaliger Professor für französische Literatur.

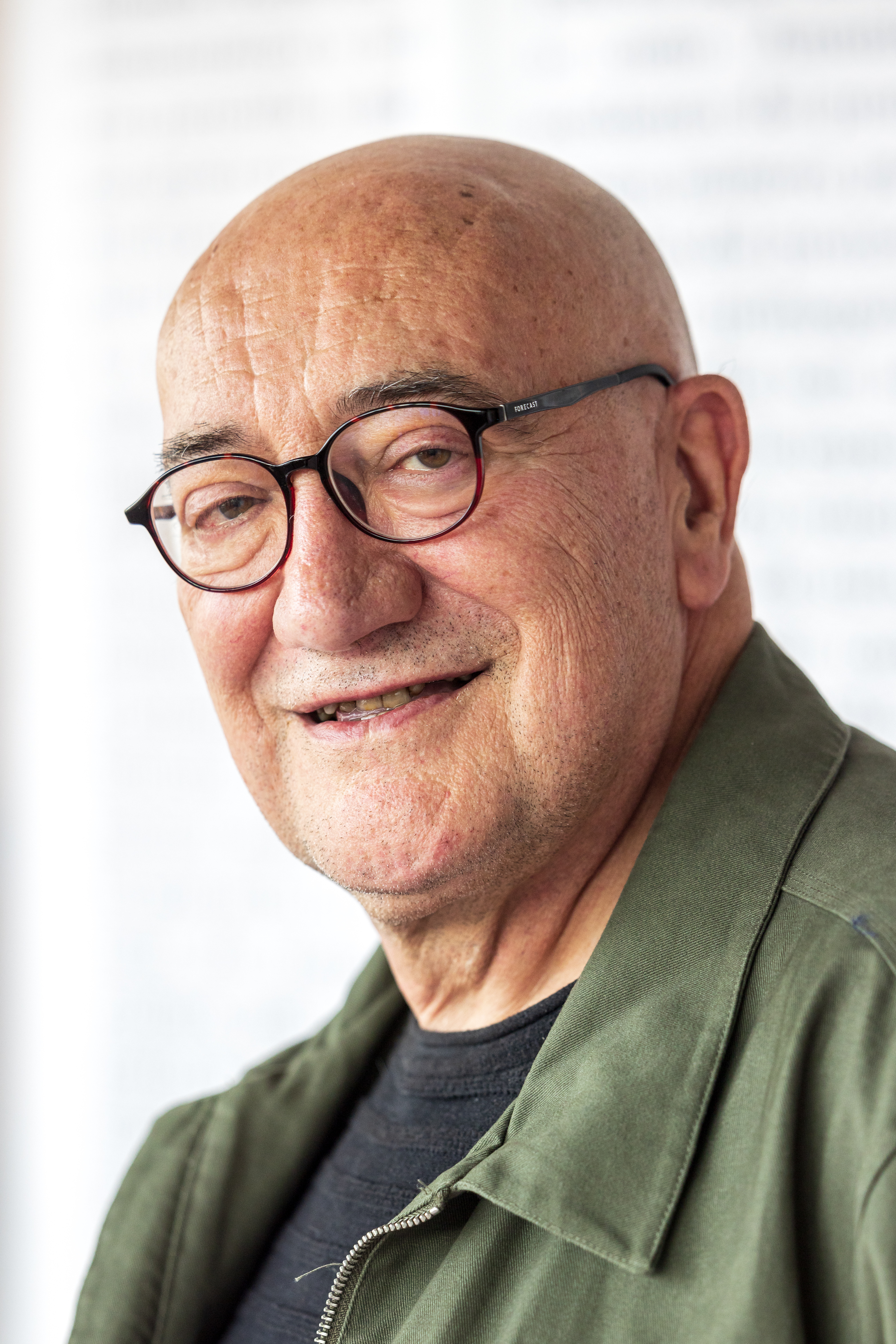
Antonio Altarriba auf der Frankfurter Buchmesse 2022

## Leben
Altarriba veröffentlicht seit den 1980er Jahren Comics, von denen vier in deutscher Sprache beim avant-verlag erschienen sind. In Die Kunst zu fliegen erzählt Altarriba vor dem Hintergrund des spanischen Bürgerkriegs und der Diktatur Francos über den Suizid seines Vaters 2001 im Alter von 90 Jahren. Der gebrochene Flügel erzählt die Geschichte von Altarribas Mutter.
2007 veröffentlichte Antonio Altarriba mit den Zeichnern Ricard Castells und Javier Hernández Landazábal den Comic Tintín y el loto rosa (Tim und der rosarote Lotus) anlässlich des 100. Geburtstags Hergés, des Erfinders der Comicserie Tim und Struppi. Hergés Verlag untersagte jedoch die weitere Publikation des Werks mit der Begründung, im Buch werde „das Wesen der Figur Tims pervertiert“.
Von 1974 bis 2012 war Antonio Altarriba Professor für französische Literatur an der Universität Baskenland – einer Zeit, in der die separatistische baskische Untergrundorganisation ETA sehr aktiv war. Einige seiner Kollegen mussten wegen Morddrohungen das Land verlassen, einige Studenten wurden als Teil der ETA festgenommen. Vor diesem Hintergrund entstand die Idee zum Buch Ich, der Mörder.

## Preise
- 2016: Rudolph-Dirks-Award für Ich, der Mörder[4]
- 2015: Grand Prix de la critique ACBD (Frankreich) für Ich, der Mörder[5]
- 2010: Premio Nacional del Cómic (Spanien) für Die Kunst zu fliegen[6]
- 2002: Baskischer Literaturpreis für den Roman La Memoria de la Nieve[3]

## Werke in deutscher Sprache
- Ich, der Verrückte. Zeichnungen von Keko, Übersetzung: André Höchemer, avant-verlag, 2021. ISBN 978-3-96445-011-1
- Der gebrochene Flügel. Zeichnungen von Kim, Übersetzung: André Höchemer, avant-verlag, 2019. ISBN 978-3-96445-002-9
- Ich, der Mörder. Zeichnungen von Keko, Übersetzung: André Höchemer, avant-verlag, 2015, ISBN 978-3-945034-32-3
- Die Kunst zu fliegen. Zeichnungen von Kim, Übersetzung: André Höchemer, avant-verlag, 2012. ISBN 978-3-939080-69-5